# Жабес, Эдмон
Эдмон Жабес (фр. Edmond Jabès, 16 апреля 1912, Каир — 2 января 1991, Париж) — французский поэт.

## Биография
Сын банкира Исаака Жабеса (фр. Isaac Jabes) и Берты Ардити (фр. Berthe Arditi). Вместе с поэтом-сюрреалистом Жоржем Эненом организовал в Каире издательство La Part du sable. После Суэцкого кризиса 1956 года переселился в Париж, в 1967 году получил французское гражданство.
Он умер 2 января 1991 года, был кремирован 8 января. Его прах был помещён в колумбарийную коробку.  Похоронен на кладбище Пер-Лашез.

## Творчество
В центре всего написанного Жабесом — судьба еврейства от библейских времён до наших дней, трагедия изгнания и переживание Шоа, попытка найти язык для Катастрофы, которая не подается высказыванию и осмыслению. Развил своеобразную философию буквы и Книги, синтезируя традиции раввинизма и каббалы.

## Творческие связи
Был близок и переписывался с Максом Жакобом, Полем Элюаром, Филиппом Супо, Андре Жидом, Анри Мишо, Мишелем Лейрисом, Роже Каюа, Эммануэлем Левинасом, Паулем Целаном, Ивом Бонфуа, Жаком Дюпеном, Жаном Старобинским, Луиджи Ноно, Зораном Музичем, Антони Тапиесом, Оливье Дебре. Оказал большое влияние на Мориса Бланшо, Жака Деррида, его книги получили высокие отзывы Альбера Камю, Жюля Сюпервьеля, Рене Шара, Пола Остера и др.

## Книги
- Le Livre des questions, t. I (1963)
- Le Livre de Yukel (Le livre des questions, t. II) (1964)
- Le Retour au livre (Le livre des questions, t. III) (1965)
- Yaël (1967)
- Elya (1969)
- Aely (1972)
- • (El, ou le dernier livre)[3] (1973)
- Le Livre des ressemblances, t. I (1976)
- Le Soupçon le Désert (Le Livre des ressemblances, t. II) (1978)
- L’Ineffaçable l’Inaperçu (Le Livre des ressemblances, t. III) (1980)
- Le Petit Livre de la subversion hors de soupçon (1982)
- Le Livre du dialogue (1984)
- Le Parcours, Gallimard (1985)
- Le Livre du Partage (1987)
- Un étranger avec, sous le bras, un livre de petit format (1989)
- Le Livre de l’hospitalité (1991)
- Petites Poésies pour jours de pluie et de soleil (1991)
- Désir d’un commencement Angoisse d’une seule fin (1991)

## Сводные издания
- Je bâtis ma demeure: Poèmes 1943—1957 (1959)
- Le Seuil le Sable: poésies complètes 1943—1988 (1990)

## Публикации на русском языке
- Рассказ. Память и рука/ Пер. Александра Давыдова и Елены Туницкой. М.: Комментарии, 2009.
- Книга гостеприимства/ Пер. Александра Давыдова. М.: Комментарии, 2010.

## Признание
Премия критиков (1970), Премия за искусство, литературу и науку Фонда французской иудаики (1982), премия Пазолини (1983), Большая национальная поэтическая премия (1987). Офицер Ордена Почётного легиона (1988), командор Ордена искусств и литературы (1988).